# Paardensport op de Olympische Jeugdzomerspelen 2010
Paardensport is een van de olympische sporten die beoefend worden tijdens de Olympische Jeugdzomerspelen 2010 in Singapore. De competitie loopt van 18 tot en met 24 augustus in het Singapore Turf Club Riding Centre. Er worden alleen wedstrijden in het springen georganiseerd. Er zijn twee onderdelen: individueel en team. De zes deelnemende teams worden gevormd per continent (Afrika, Australazië, Azië, Europa, Noord- en Zuid-Amerika).

## Deelnemers
De deelnemers moeten in 1992 of 1993 geboren zijn. Het aantal deelnemers is door het IOC op 30 gesteld. Per land mag maximaal één ruiter meedoen. Aan alle ruiters moeten een bepaald minimumniveau hebben.
Het gastland mag één ruiter inschrijven. Acht landen worden voorafgaand aan de kwalificatiewedstrijden door het IOC en de Fédération Équestre Internationale aangewezen waarbij er voor werd gezorgd dat uiteindelijk elk land ten minste vier sporters kon laten deelnemen aan de Jeugdspelen. De overige landen moeten een plaats verdiend tijdens continentale (kwalificatie)toernooien. Het aantal plaatsen dat voor elk continent beschikbaar is, waarbij onderscheid wordt gemaakt in Noord-Amerika met de Caraïben en Zuid-Amerika, is vijf, inclusief de al eerder aangewezen landen. Voor het geval een continent de vijf plaatsen niet kan invullen, heeft het IOC regels opgesteld om een vervangend land van een ander continent aan te wijzen.
Bovendien geldt dat per land het totale aantal sporters, bekeken over alle individuele sporten en het basketbal tijdens deze Jeugdspelen, is beperkt tot 70.

## Opzet wedstrijden
Elke ruiter krijgt per loting een paard toegewezen. Met dit paard moet zowel in de individuele als teamwedstrijd worden gesprongen.
Bij de individuele wedstrijd springt elke ruiter twee ronden. Bij de teamwedstrijd vormt elk continent een team dat uit maximaal vijf ruiters bestaat. Er worden twee ronden gesprongen waarbij per ronde de beste drie resultaten tellen.

## Kalender
| Augustus     | 14 | 15 | 16 | 17 | 18 | 19 | 20 | 21 | 22 | 23 | 24 | 25 | 26 |
| ------------ | -- | -- | -- | -- | -- | -- | -- | -- | -- | -- | -- | -- | -- |
| Paardensport |    |    |    |    |    |    | 1  |    |    |    | 1  |    |    |

|  | Competitie |  | Finale |

## Medailles
| Discipline  | Goud                | Goud                                                                                       | Zilver              | Zilver                                                                                     | Brons               | Brons                                                                                 |
| ----------- | ------------------- | ------------------------------------------------------------------------------------------ | ------------------- | ------------------------------------------------------------------------------------------ | ------------------- | ------------------------------------------------------------------------------------- |
| Individueel | URU                 | Marcelo Chirico                                                                            | COL                 | Mario Gamboa                                                                               | KSA                 | Dalma Rushdi Malhas                                                                   |
|             |                     |                                                                                            |                     |                                                                                            |                     |                                                                                       |
| Team        | BEL GBR ITA POL SUI | Europa Nicola Philippaerts Carian Scudamore Valentina Isoard] Wojciech Dahlke Martin Fuchs | AUS CHN HKG NZL OMA | Australazië Thomas McDermott Xu Zhengyang Jasmine Zin Man Lai Jake Lambert Sultan Al Tooqi | ALG EGY LBA RSA ZIM | Afrika Zakaria Hamici Mohamed Abdalla Abduladim Mlitan Samantha McIntosh Yara Hanssen |

### Medailleklassement
| Plaats | Land                 | NOC    | Goud | Zilver | Brons | Totaal |
| ------ | -------------------- | ------ | ---- | ------ | ----- | ------ |
| 1      | Uruguay              | URU    | 1    | 0      | 0     | 1      |
| 2      | Colombia             | COL    | 0    | 1      | 0     | 1      |
| 3      | Saoedi-Arabië        | KSA    | 0    | 0      | 1     | 1      |
| -      | Gemengde landenteams | MIX    | 1    | 1      | 1     | 3      |
| Totaal | Totaal               | Totaal | 2    | 2      | 2     | 6      |